# Výšivkové stehy

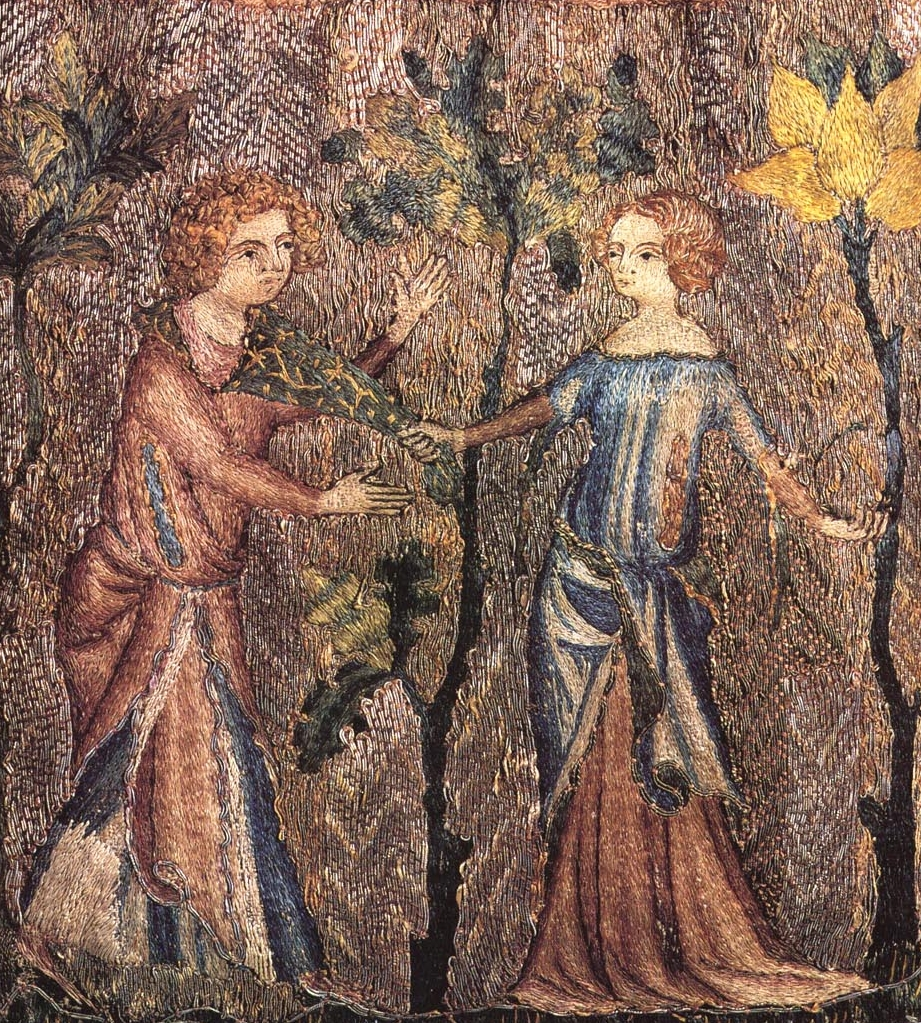
Výšivka na lněném plátně s rozpichovanými, řetízkovými, stonkovými a uzlovými stehy (zhotovená v Paříži asi v roce 1340)

Výšivkový steh je definován jako pohyb vyšívací jehly od rubní k lícní straně textilie a zpět. Steh se nazývá také linka, smyčka nebo uzlík, které se tímto způsobem vytváří z vyšívací niti na povrchu plošné textilie. Steh je základní prvek pro sestavení výšivkového vzoru.

## Stehy pro ruční vyšívání
Několik set druhů stehů pro ruční vyšívání, které vznikly a vznikají živelně po celém světě, se odborníci pokoušejí různým způsobem systematicky seřadit. Jeden z uznávaných systémů tvoří 4 základní druhy: plochý (satin stitch), křížkový (cross stitch'), smyčkový (loop stitch) a uzlíkový steh (knot stitch) – od kterých jsou odvozeny všechny dosud vzniklé stehy.

### Plochý steh
sestává z rovných povrchových stehů v různých délkách a směrech. Stehy se označují jako ploché, protože tvoří plochu, která výrazně nepřevyšuje povrch vyšívané tkaniny. Od plochého stehu jsou např. odvozeny:
přední (running), zadní (back), kruhový (stem), malování jehlou (encroaching), rozpichovaný (split), rovný (straight), hladký (satin), drobný (seed).

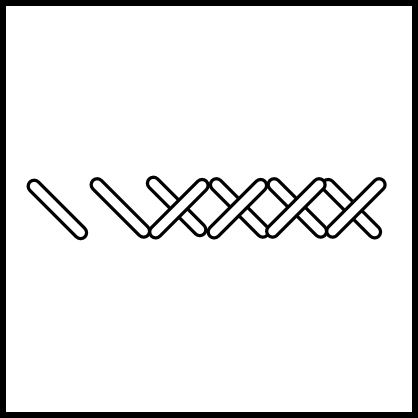
Základní křížkový steh

### Křížkový steh
Tvoří dvě nožky, které se vzájemně překřižují. Do této skupiny patří např. podlouhlý (long-armed), stonkový (herringbone), košíkářský (basket), klikatý (zigzag), listový (leaf).

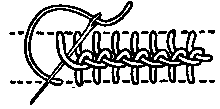
Smyčkový steh

### Smyčkový steh
Sestává ze smyček tvořených drobnými stehy. Patří sem:
řetízek (chain), oddělený řetízek (lazy daisy), obrubový (blanket), pestrý ř. (checkered chain), otevřený (open chain), péřový (feather), krétský (cretan)

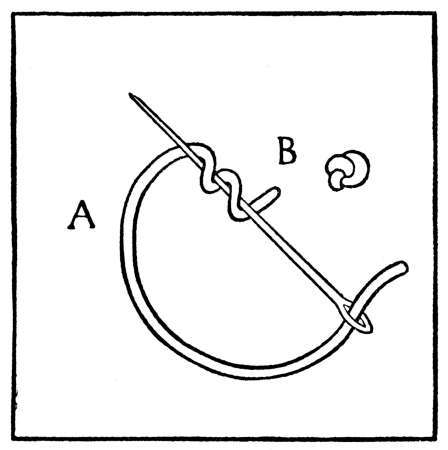
Francouzský uzlíkový steh

### Uzlíkový steh
Výrazně tvaruje povrch vyšívané textilie. Vzniká tak, že se tvoří smyčky kolem jehly a pak se protáhnou jehlou tak, že se na povrchu textilie tvoří uzel nebo zakroucená nit. Do skupiny patří např. francouzský uzel (french knot), korálkový (coral), bullion, spirálový (scroll), křížkový uzlík (four-legged), zadrhávaný řetízek (knotted chain)
Názvy některých stehů se překládají do češtiny v několika verzích.

## Stehy pro strojní vyšívání

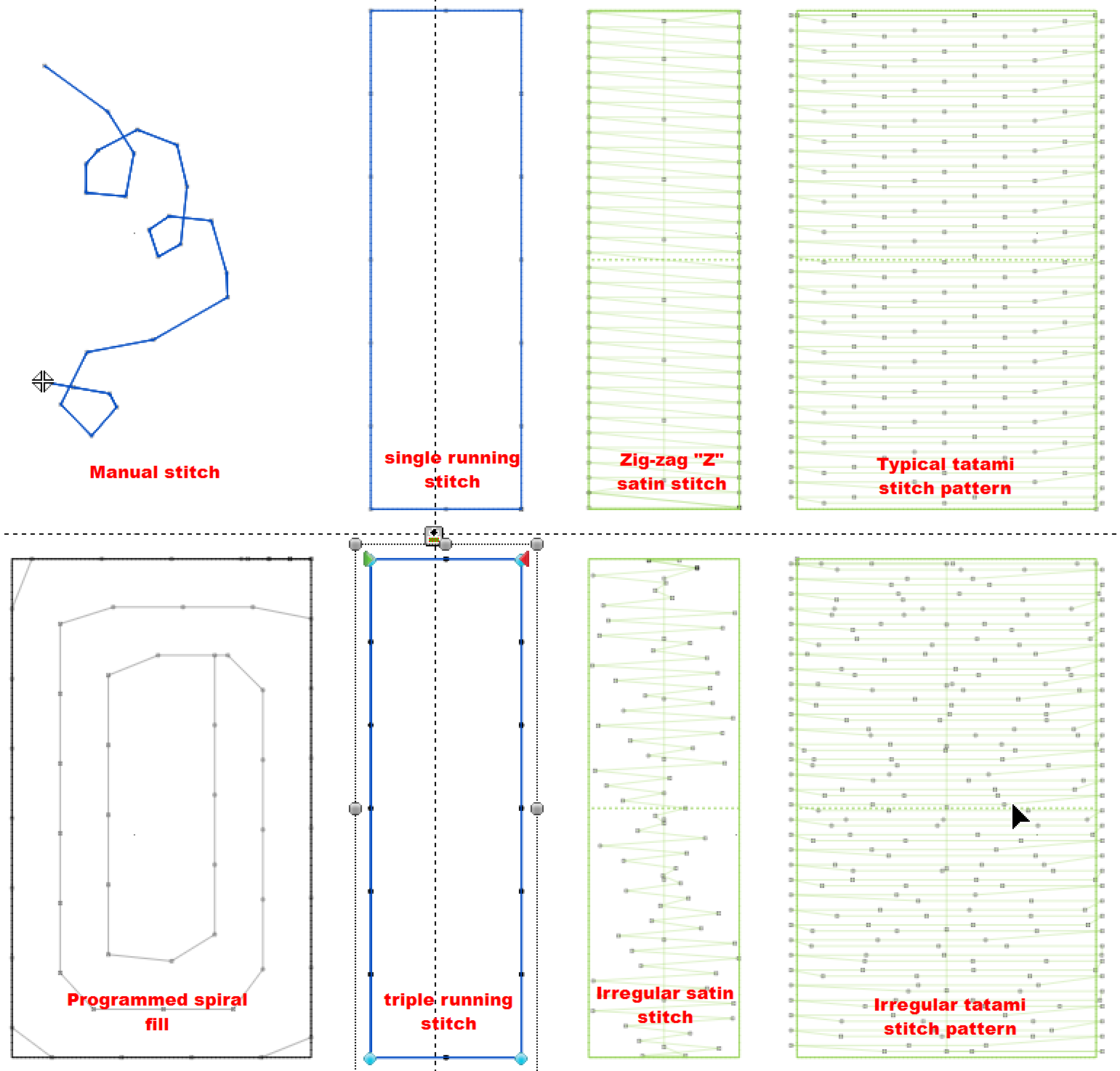
Schéma programu pro strojní vyšívání

Strojní vyšívání je ve 2. dekádě 21. století zpravidla řízeno počítačovým programem. K vyšívacím strojům je nabízena řada speciálních programů s různě koncipovanými systémy, použitelné druhy stehů a jejich zařazení není jednotné. K nejpoužívanějším patři systém s 5 základními typy stehů:
- ruční stehy (se zafixovaným komplexním vzorem)
- přední stehy (většinou rovné linie nebo kontury)
- hladké stehy (širší linie, sloupce, klikaté stehy)
- vyplňovací stehy (vyšívání větších ploch, také s dírkami)
- speciální stehy (individuálně programované vzory, např. hvězdičky, křížkové stehy apod.)

Na nákresu vpravo je schematicky znázorněn obsah běžně používaného počítačového programu
(Tatami je vyplňovací vzor, jehož stehy jsou sestaveny v pravidelných vodorovných, kolmých nebo diagonálních řadách).